# Österskärsgrynnorna
Österskärsgrynnorna är en ö i Finland. Den ligger i Bottenhavet och i kommunen Kristinestad i den ekonomiska regionen  Sydösterbotten i landskapet Österbotten, i den västra delen av landet. Ön ligger omkring 97 kilometer söder om Vasa och omkring 300 kilometer nordväst om Helsingfors.
Öns area är 2 hektar och dess största längd är 450 meter i nord-sydlig riktning.